# Jeton d'accès personnel
 (mai 2024).
En informatique, un jeton d'accès personnel (ou PAT pour « personal access token ») est une chaîne de caractères qui peut être utilisée pour authentifier un utilisateur lors de l'accès à un système informatique au lieu du mot de passe habituel,,,.
En règle générale, les autorisations associées à chaque PAT peuvent être ajustées individuellement, permettant ou restreignant l'accès à certaines classes de données ou de fonctions sur le système distant. Ces ajustements d'autorisations ne peuvent généralement être effectués qu'après une authentification avec le mot de passe. Cela peut être une forme utile de délégation d'autorisation, par exemple lors de la création de programmes qui accéderont au système distant. Le PAT sera généralement stocké dans un emplacement accessible au programme, et donc généralement pas aussi sécurisé qu'un mot de passe. Si le programme ou le PAT est compromis, les dommages seront limités par les autorisations disponibles pour ce PAT, et le PAT lui-même peut facilement être révoqué pour empêcher toute exploitation ultérieure.